# Tismana
Tismana là một xã thuộc hạt Gorj, România. Dân số thời điểm năm 2002 là 7864 người.